# Paris (рэпер)
Оскар Джексон-мл. родился 29 октября 1967, более известен по своему сценическому псевдониму Paris. Американский рэпер из Сан-Франциско, Калифорния.

## Биография

### 1990-е
Он появился на национальной сцене в 1990 году с синглом «The Devil Made Me Do It» и с одноимённым альбомом, после получения степени бакалавра по экономике в университете Дэвиса. Первоначально выпущенный на Tommy Boy Records, его первый сингл был запрещён MTV. С тех пор его позиция по политическим и социальным проблемам, с одной стороны помоглала, с другой — мешала ему донести свою музыку в массы.
Когда его второй альбом, «Sleeping With The Enemy», был готов к выпуску в 1992, Paris был отстранён от деятельности лейбла Tommy Boy и дистрибьютора Time Warner, когда последние ознакомились с содержанием новой работы рэпера. Альбом включал в себя трек Bush Killa, в котором происходит убийство действующего в то время президента США, Джорджа Буша. Также издателей насторожила предложенная обложка для альбома, где изображён Paris, скрывающийся за деревом с Tec-9 в руках и поджидающий президента. В конечном итоге, Paris выпустил альбом на недавно созданном лейбле Scarface Records.
Paris заключил контракт с Priority Records для себя и Scarface Records в 1993 и выпустил свой третий LP, «Guerrilla Funk» в 1994 году. Paris и Priority формально расторгали деловые отношения из-за творческих разногласий в 1995, и в 1997. Paris подписал одноразовую сделку с ныне не существующей Whirling Records, для выпуска его четвёртого альбома, «Unleashed», который был выпущен в небольшом количестве и со скудной промокампанией. Альбом содержит некоторые очень сильные, и в расовом отношении заряженные стихи, и в то же время менее открыто политические.

### 2000-е
В 2003 году Paris сначала появился в альбоме Hatchet Warrior рэпера Anybody Killa, а вскоре выпустил свой собственный новый альбом «Sonic Jihad», который так же, как и все предыдущие работы был очень актуальным, содержал темы, касательно 11 Сентября (трек What Would You Do?б в котором Paris обвиняет американское правительство в совершеннии теракта), расизма, войну с терроризмом, войну в Ираке, жестокости полиции, войне чёрных против чёрных и лживой политики США. В записи также приняли участие другие рэперы политической направленности: Kam, dead prez и Public Enemy. Sonic Jihad был ведущим фактором при решении о создании лейбла и веб-сайта Guerrilla Funk Recordings.
В 2006 Paris завершил проект с Public Enemy, «Rebirth Of A Nation». Название проекта — это ссылка на фильм 1915 года «Рождение нации», содержащий пропаганду Ку-Клукс-Клана. Тексты, которые читал Chuck D из Public Enemy написал Paris, чего ранее в карьере Chuck D не происходило. В альбоме также присутствуют MC Ren, Immortal Technique, Kam, dead prez и The Conscious Daughters.
В 2006 году Paris также выпустил сборник Paris Presents: Hard Truth Soldiers, Vol. 1, первая компиляция Paris в серии Hard Truth Soldiers, в которой затрагиваются темы от расизма и жестокости полиции к чёрному народу до насилия в семье. В альбоме были замечены Public Enemy, The Coup, dead prez, T-K.A.S.H., Kam, The Conscious Daughters, Mystic, MC Ren, Sun Rise Above, and The S.T.O.P. Movement (Mobb Deep, Tray Deee, Soopafly, KRS-One, Defari, Daz, J-Ro, RBX, Bad Azz, WC, Dilated Peoples, Mac Minister, The Alchemist, Mack 10, Evidence, Everlast, B-Real) и многие другие.
Paris не только пишет и продюсирует песни, но также и издает информацию о помощи чёрному сообществу.

## Дискография

### Альбомы
- 1990: The Devil Made Me Do It
- 1992: Sleeping With The Enemy
- 1994: Guerrilla Funk
- 1998: Unleashed
- 2003: Sonic Jihad
- 2006: Rebirth Of A Nation
- 2006: Paris Presents: Hard Truth Soldiers Vol. 1
- 2008: Acid Reflex
- 2009: Paris Presents: Hard Truth Soldiers Vol. 2

### Видеоклипы
- The Devil Made Me Do It
- Break The Grip Of Shame
- The Days Of Old
- Assata’s Song
- Outta My Life
- Guerrilla Funk
- One Time Fo' Ya Mind
- Don’t Stop The Movement